# Патрацкий, Александр Михайлович
Александр Михайлович Патрацкий (25 февраля 1901, Крыжополь, Подольская губерния — 19 марта 1977, Торез, Донецкая область) — помощник командира взвода 1291-го стрелкового полка, старший сержант — на момент представления к награждению орденом Славы 1-й степени.

## Биография
Родился 25 февраля 1901 года в посёлке Крыжополь (ныне Винницкой области). Украинец.
Окончил 4 класса. В 1922—1924 годах проходил службу в Красной армии. Вернувшись домой, принимал активное участие в колхозном строительстве. В 1930 году вступил в ВКП(б). В дальнейшем был на партийной и советской работе в Винницкой и Полтавской областях. В начале 1940-х годов возглавлял сельсовет в селе Воробьи Оржицкого района Полтавской области.
В первые дни Великой Отечественной войны добровольцем пришёл в военкомат. В июле 1941 года был вновь призван в армию. Боевое крещение получил в боях под Полтавой. Был ранен, но остался в строю. После второго, тяжёлого, ранения долго лежал в госпитале. После выздоровления был направлен в 110-ю стрелковую дивизию, которая стояла в обороне в районе города Могилёва.
26 июня 1944 года при прорыве вражеской обороны у деревни Горбовичи помощник командира взвода сержант Патрацкий первым ворвался в траншею противника, увлекая за собой бойцов взвода. Под покровом темноты переправился через реку Реста близ деревни Усушек того же района, преодолел минное поле и проволочное заграждение врага, гранатами забросал дзот, поразил несколько пехотинцев.
Приказом командира 110-й стрелковой дивизии от 19 июля 1944 года сержант Патрацкий Александр Михайлович награждён орденом Славы 3-й степени.
В конце июля при прорыве промежуточного рубежа обороны противника севернее Белостока в районе населённого пункта Гардино сержант Патрацкий, увлекая за собой товарищей, первым ворвался во вражескую траншею и в рукопашной схватке уничтожил трёх противников. 20—21 августа в бою севернее города Замбрув в рукопашной схватке уничтожил несколько противников.
Приказом командира по войскам 49-й армии от 2 октября 1944 года сержант Патрацкий Александр Михайлович награждён орденом Славы 2-й степени.
11 февраля 1945 года в бою за населённый пункт Гландау старший сержант Патрацкий в критический момент заменил выбывшего из строя командира взвода. Смело повёл бойцов вперёд, подавил дзот, сразил несколько автоматчиков. Руководимые им бойцы уничтожили около двадцати противников. Населённый пункт был взят. Отважно действовал Патрацкий и в уличных боях при штурме Кёнигсберга.
Указом Президиума Верховного Совета СССР от 29 июня 1945 года за мужество, отвагу и героизм, старший сержант Патрацкий Александр Михайлович награждён орденом Славы 1-й степени. Стал полным кавалером ордена Славы.
В 1945 году был демобилизован. Возвратился в село Воробьи на Полтавщине, где до войны был председателем сельского совета. Односельчане избрали его председателем колхоза. Более двадцати лет возглавлял он хозяйство.
В 1957 году переехал в город Чистяково Донецкой области. Семь лет до выхода на пенсию работал на мебельно-сборочной фабрике. Скончался 19 марта 1977 года.
Награждён орденами Славы 3-х степеней, медалями.